# آرامگاه سعدیان
آرامگاه سعدیان (انگلیسی: Saadian Tombs)، آرامگاه سلطنتی در رباط مراکش و در جنوب قصبه مسجد در داخل قصبه سلطنتی است. تاریخ و قدمت این آرامگاه به دوره سعدیان و شخص احمد المنصور در اواخر ۱۶ و ابتدای قرن ۱۷ میلادی می‌رسد که تعدادی از اعضای خاندان سلطنتی در آنجا دفن شده‌اند. این مجموعه نمونه برجسته و نقطه اوج هنر و معماری مراکشی در دوره سعدیان است.